# 洛马涅
洛马涅（法語：Lomagne，法語發音：[lɔmaɲ]）是法国奧克西塔尼大區热尔省与塔恩-加龙省的一个传统地区，主要城镇与史上首府是莱克图尔。该地区常被称为“法国托斯卡纳”。